# Honkytonk Man
Honkytonk Man – amerykański film historyczny z 1982 roku w reżyserii Clinta Eastwooda. Wyprodukowany przez Warner Bros.
Światowa premiera filmu miała miejsce 15 grudnia 1982 roku.

## Opis fabuły
Film opisuje historię muzyka country oraz alkoholika Reda Stovalla (Clint Eastwood), który marzy o wielkim występie na Grand Ole Opry, tam gdzie spotykają się najlepsi z najlepszych.

## Obsada
- Clint Eastwood jako Red Stovall
- Kyle Eastwood jako Whit
- John McIntire jako dziadek
- Alexa Kenin jako Marlene
- Verna Bloom jako Emmy
- Matt Clark jako Virgil
- Jerry Hardin jako Snuffy
- Macon McCalman jako doktor Hines
- Joe Regalbuto jako Henry Axle
- Marty Robbins jako Smoky
- Jim Boelsen jako Junior
- Gary Grubbs jako Jim Bob

i inni